# Josh Keaton
Joshua Luis Wiener, conosciuto come Josh Keaton (Pasadena, 8 febbraio 1979), è un doppiatore e musicista statunitense.

## Biografia
Nella sua carriera cinematografica Keaton ha recitato in diversi film e telefilm per la TV, e ha lavorato anche come doppiatore.
Ha vinto alcuni premi cinematografici ed ha avuto quali 6 candidature e 2 vittorie.
È stato anche un componente della Boy band No Authority.

### Vita privata
È fratello di Danielle Keaton, Alitzah e Sabrina Wiener e fratellastro di James Lee Dallas.
È sposato con l'attrice Elizabeth Melendez. 

## Filmografia

### Cinema
- Caro Babbo Natale (All I Want for Christmas), regia di Robert Lieberman (1991)

- Gli strilloni (Newsies), regia di Kenny Ortega (1992)
- Infinity, regia di Matthew Broderick (1996)
- Judge and Jury, regia di John Eyres (1996)
- Il fiume della grande paura (Same River Twice), regia di Scott Featherstone (1996)
- Equivoci d'amore (Just Write), regia di Andrew Gallerani (1997)
- The Souler Opposite, regia di Bill Kalmenson (1998)
- Up-In-Down Town, regia di Rachel Zeskind - cortometraggio (2007)

### Televisione
- Crescere, che fatica! (Boy Meets World) – serie TV, episodi 2x05-2x11 (1994)
- Una bionda per papà (Step by Step) – serie TV, episodio 6x04 (1997)
- Baywatch – serie TV, episodi 7x07 (1997)
- Un segreto dal passato (A Murder on Shadow Mountain), regia di Dick Lowry – film TV (1999)
- Boston Public – serie TV, episodi 2x14 (2002)
- E.R. - Medici in prima linea (ER) – serie TV, episodio 9x07 (2002)
- Una famiglia allo sbaraglio (The Even Stevens Movie), regia di Sean McNamara – film TV (2003)
- Will & Grace – serie TV, episodi 7x10-7x11 (2004)
- Horror High, regia di Shawn Papazian – film TV (2005)
- Bones – serie TV, episodio 1x12 (2006)
- La concierge Pokémon (Pokémon konsheruju) – serie animata (2023)
- Invincible – serie animata, episodio 1x16 (2024)

### Videogiochi
- Electro in Marvel's spider-Man
- Revolver Ocelot in Metal Gear solid 3:Snake Eater

## Doppiatori italiani
Da doppiatore è stato sostituito da:
- Massimiliano Alto in Knack, Knack II
- Luca Semeraro in Starcraft II - Legacy of the Void
- Paolo De Santis in Starcraft II - Legacy of the Void (DLC Nova - Operazioni segrete)
- Mattia Bressan in Horizon Forbidden West
- Alex Polidori in Invincible
- Francesco Mei in Marvel's Spider-Man[1]
- Claudio Colombo in Batman: Arkham Shadow (Avvocato)
- Claudio Moneta in Batman: Arkham Shadow (Walker)